# Pneuhage
Die Pneuhage Management GmbH & Co. KG mit Sitz in Karlsruhe ist die Konzernmutter der Pneuhage-Gruppe. Deren Kerngeschäft ist der Groß- und Einzelhandel mit Reifen und Felgen für Fahrzeuge aller Art.
Die Unternehmensgruppe ist ein herstellerunabhängiges Familienunternehmen und Mitglied im Bundesverband Reifenhandel und Vulkaniseurhandwerk e. V.

## Geschichte
Karl-Heinz und Karl Schütterle, Vater und Großvater des heutigen Geschäftsführenden Gesellschafters Peter Schütterle, gründeten 1953 die Pneuhage Reifendienste. 17 Jahre später, 1970, wurde das Großhandelsunternehmen Interpneu gegründet. Im Jahr 1986/87 wurde die Reifen- und Felgenmarke Platin als Eigenmarke eingeführt.
Die Pneuhage Reifenerneuerungstechnik wurde 1987 gegründet. 1998 wurde ein Pneuhage Vertriebspartner-System eingeführt. Zur Betreuung der Vertriebspartner und Großkunden wurde die Pneuhage Service GmbH 1999 gegründet.
1999 wurde die Firma Pneuhage Serwis Opon Sp. z o.o. in Polen gegründet. Im Jahr 2000 erfolgte der Ausbau des deutschlandweiten Flottenservice in Form der Mitgründung der damaligen International Fleet Service Organisation. Zur Förderung von Aus- und Weiterbildung wurde anlässlich des 50-jährigen Bestehens 2003 die Pneuhage Stiftung gegründet. Das Unternehmen beteiligte sich 2004 an dem französischen Reifengroßhandelsunternehmen EROL (Sitz in Paris).
Im Jahr 2008 wurde der Bau eines europaweiten Zentrallagers für PKW-Reifen in Speyer fertiggestellt. Das Zentrallager für Leichtmetallfelgen sowie die Komplettradmontage konnten daraufhin in Karlsruhe vergrößert werden. 2014 erfolgte die Gründung des Flottenservicenetzwerks „Pneunet“ für europaweiten Nutzfahrzeug-Reifenservice.
Für die Beteiligung an Firmen wurde 2016 die Pneuhage Partners Group (PPG) gegründet. 2016 wurde durch die PPG die Ehrhardt Reifen + Autoservice GmbH & Co. KG mit Hauptsitz in Wulften am Harz und 28 Filialen (Stand Januar 2021) in Norddeutschland übernommen. Im Rahmen eines Joint Ventures brachte Bridgestone 2017 die First Stop Reifen Auto Service GmbH mit 45 Filialen (Stand Januar 2021) und Sitz in Friedberg/Hessen in die Pneuhage Partners Group ein.
2017 wurde in Hainichen ein zentrales Lkw-Reifenlager bezogen. Der Lagerstandort Nossen spezialisierte sich auf Reifen für Ackerschlepper, Stapler und Baumaschinen. 2019 konnte die Erweiterung des Consumer-Reifenlagers in Speyer in Betrieb genommen werden. 2020 erfolgte der Umzug des Felgenlagers und der Komplettradmontage in größere Räume im Karlsruher Industriegebiet. 2022 wurde dort eine vollautomatische Montagestraße für Kompletträder in Betrieb genommen.
Nach Umzug und Umfirmierung laufen die Geschäfte in Polen seit 2021 unter Interpneu Polska mit eigenem Zentrallager. Der Geschäftsbereich Großhandel erweiterte sich 2022 durch die Übernahme von Reifen Center Wolf in Nidderau sowie 2023 durch die Weiterführung von GEWE Reifen- und Rädergroßhandel in Kaiserslautern. Ebenfalls 2023 erfolgte eine Mehrheitsbeteiligung am Komplettradspezialisten RR TEAM GmbH mit Sitz in Laubach.
Die Gesamtzahl der Beschäftigten zu Beginn 2025 steigt damit auf ca. 3.200. Der Jahresumsatz 2023 der Unternehmensgruppe beläuft sich auf rund 1 Milliarde Euro. 

## Einzelgesellschaften

### Einzelhandel und Reifendienste
Unter den Marken Pneuhage Reifendienste, First Stop Reifen Autoservice und Ehrhardt Reifen & Autoservice werden (Stand: 31. Dezember 2023) in rund 160 Niederlassungen Reifen - und Werkstattdienstleistungen angeboten.

### Großhandel
Die Großhandelsgesellschaft Interpneu Handelsgesellschaft mbH vertreibt Reifen, Felgen und Zubehör von Zentrallagern in Karlsruhe, Nossen, Hainichen und Speyer.
Seit Anfang 2022 gehört der im hessischen Nidderau ansässige Großhandel RCW Reifengroßhandel GmbH (ehemals Reifen Center Wolf) zur Unternehmensgruppe.
Seit Beginn 2023 wird die GEWE Reifen- und Rädergroßhandel GmbH in Kaiserslautern und ihre Rädermarke Tec Speedwheels weitergeführt.
Ebenfalls seit 2023 gibt es eine Mehrheitsbeteiligung am Komplettradspezialisten RR TEAM GmbH in Laubach. 

### Flotten- und Großkundenservice
Die Pneuhage Service GmbH (PSG) firmierte am 1. April 2022 um in Pneuhage Fleet Solution GmbH (PFS). Sie betreut Key-Account-Kunden, d. h. vor allem überregional tätige Großkunden (z. B. Kfz-Leasinggesellschaften, größere Firmen-Fuhrparks, Speditionen) zuständig. Die Serviceleistungen werden von den eigenen Reifen- und Autoservicefilialen sowie von Partnerbetrieben in verbundenen Flotten- und Vertriebspartnersystemen erbracht. Unter dem Namen myfleetplus(R) startete 2023 ein digitales Flottenmanagement-Programm.  

### Partnersysteme
Seit 2014 agieren die Vertriebspartner des Großhandels Interpneu unter dem Namen „Reifen1+“ (ausgesprochen Reifen-eins-plus). Das System ersetzte damit das seit 1998 betriebene Pneuhage Vertriebspartner-System. Die drei angebotenen Konzeptstufen nutzen über 700 Partner (681 Händler mit 715 Standorten, Stand Februar 2023 BRV Marktstrukturanalyse).
Die First Stop Reifen Auto Service GmbH verfügt ebenfalls über ein Partnersystem für selbständige Reifen- und Autoservicebetriebe (198 Händler mit 232 Standorten, Stand Februar 2023 BRV Marktstrukturanalyse).

### Runderneuerung
Die Pneuhage Reifenerneuerungstechnik GmbH betreibt in Karlsruhe und Nossen zwei eigene Produktionsstätten für die Runderneuerung von Nutzfahrzeugreifen. In diesen Werken werden LKW-Reifen mit einem Kaltrunderneuerungsverfahren von Recamic (gehört zu Michelin) runderneuert. Von 1987 bis Mitte 2023 wurden von den beiden Werken insgesamt 2 Millionen Reifen erneuert. 
Die Ehrhardt Reifen + Autoservice GmbH & Co. KG verfügt in Wulften über ein Runderneuerungswerk. Die First Stop Reifen Auto Service GmbH erneuert in Friedberg Lkw-Reifen. Beide Firmen arbeiten mit Kalterneuerungsverfahren von Bandag (gehört zu Bridgestone).
In den insgesamt vier Runderneuerungsbetrieben werden jährlich rund 100.000 Lkw-Reifen erneuert. 

### Management und Verwaltung
Für das zentrale Management und die Verwaltung der Unternehmensgruppe existiert die Pneuhage Management GmbH & Co. KG. Mit der Verwaltung der Immobilien ist die Pneuhage Vermögensverwaltung GmbH & Co. KG befasst.

### Stiftung
Die 2003 gegründete gemeinnützige Pneuhage Stiftung finanziert seit 2005 in Zusammenarbeit mit dem Verein für Jugendhilfe Karlsruhe e. V. soziale Kompetenztrainings für Schulabschlussklassen (u. a. Bewerbungs-, Benimm- und Kommunikationstraining, Unterstützung bei der Erstellung von Bewerbungsunterlagen) in Karlsruhe. Gemeinsam mit dem GSF Gemeinnütziger Sozialer Förderkreis e.V. in Meißen wurde im Schuljahr 2021/2022 ein ähnliches Projekt gefördert.
An der Dualen Hochschule Baden-Württemberg in Karlsruhe wird im Studiengang BWL-Handel seit 2014 ein Stiftungspreis für besondere Studienleistungen vergeben.

### Auszeichnungen
Beispiele für Auszeichnungen von Pneuhage sind: 2016 Präventionspreis der Berufsgenossenschaft BGHW, 2019 German Brand Award, 2019 und 2021 Testsieger Reifenhändler DISQ, 2020 und 2022 Deutscher Service Preis DISQ. Ebenso gibt es Siegel als Bester Arbeitgeber (ServiceValue/Welt 2022) und Bester Ausbildungsbetrieb der Reifenbranche (Deutschlandtest/Focus Money 2020).
Seitens des Bundesverband Reifenhandel und Vulkaniseurhandwerk e. V. wurde seit 2018 die Ausbildungsleistung der Firmen und Auszubildenden der Unternehmensgruppe im Rahmen des BRV-Ausbildungs-Award gewürdigt.

### Zur Unternehmensgruppe
Die Unternehmensgruppe ist ein herstellerunabhängiges Familienunternehmen und Mitglied im Bundesverband Reifenhandel und Vulkaniseurhandwerk e. V.